# Coris formosa
Espèce
Statut de conservation UICN

 LC  : Préoccupation mineure
Coris formosa, communément nommé Girelle reine, est une espèce de poissons osseux de la famille des labres.

## Description
La girelle reine est un poisson de taille moyenne dont l'individu mâle peut atteindre 60cm de long. Comme beaucoup de labres, la livrée de cette girelle évolue durant le changement de sexe et avec l'âge. 
Le juvénile possède une teinte de fond orangée, le contour de son corps peut être noir ainsi que ses nageoires mais ce n'est pas systématique, quatre selles blanches (deux au niveau de la tête et deux sur le dernier tiers du corps) et une barre blanche verticale, passant au niveau de la nageoire pectorale, se dessinent sur ses flanc. Ces marques distinctives blanches sont surlignées de noir. 
La femelle revêt une robe verdâtre ponctuée de points noirs. La base de sa nageoire caudale est marquée par un large bandeau rouge surligné de noir, le reste de la nageoire étant translucide. La nageoire dorsale possède un liseré orangé sur la partie supérieure et les premiers rayons antérieurs sont plus longs. Sa tête est jaune orangé, barrée par une ligne bleu turquoise partant en diagonale de la bouche, passant derrière l’œil et se dirigeant vers le bas de la nageoire dorsale.
Le mâle a une livrée de fond verdâtre avec des reflets rougeâtre sur le centre des flancs, ces derniers sont marqués également par des lignes verticales sombres. La nageoire caudale est bleu nuit avec des points bleu clair. Les nageoires dorsales et ventrales ont un liseré bleu clair. La tête est verdâtre avec de larges marbrures d'un vert plus foncé et surlignées par une fine ligne rougeâtre.

## Distribution & habitat
La girelle reine est présente dans tout l'Océan Indien, Mer Rouge exclue. Elle affectionne plus particulièrement à l'âge adulte les fonds coralliens mixtes (herbiers, coraux, blocs épars...) et les pentes récifales externes. Les juvéniles quant à eux préfèrent les lagons abrités.

## Biologie
Coris formosa est solitaire et a une activité diurne. C'est un carnivore actif dont son régime alimentaire se compose d'échinodermes, de crustacés et de mollusques.